# Bolesław Napierała
Bolesław Napierała (Dortmund, 19 de novembro de 1909 – Dortmund, 19 de novembro de 1976) foi um ex-ciclista profissional polonês. Venceu as edições de 1937 e 1939 da competição Volta à Polônia.